# Metalloleptura virescens
Metalloleptura virescens är en skalbaggsart som först beskrevs av Aurivillius 1911.  Metalloleptura virescens ingår i släktet Metalloleptura och familjen långhorningar.
Artens utbredningsområde är:
- Brunei.
- Sarawak.

Inga underarter finns listade i Catalogue of Life.